# 장 프티
장 프티(프랑스어: Jean Petit, 1949년 9월 25일~2024년 1월 23일)는 프랑스의 전 축구 미드필더로, 1970년대 말에 프랑스 국가대표팀 경기에 12번 출전(1골 득점)했다. 프티는 현역 시절 전부를 모나코에서 보내며 1978년에 리그 정상에 올랐다. 그는 프랑스 국가대표팀 일원으로 1978년 월드컵에 참가했다.

## 수상
- 모나코
  - 디비시옹 1: 1977–78